# Проліски дволисті
Проліски дволисті, також проліска дволиста (Scilla bifolia L.; місцева назва — пролісок) — трав'яниста багаторічна рослина, що належить до родини холодкових (Asparagaceae).

## Опис

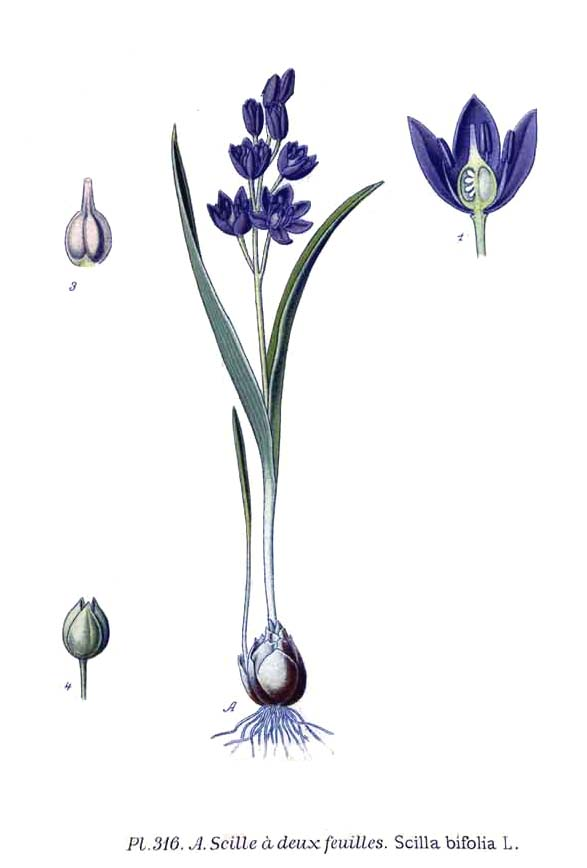
Проліски дволисті в гербарії Otto Wilhelm Thomé. Flora von Deutschland, Österreich und der Schweiz. 1885

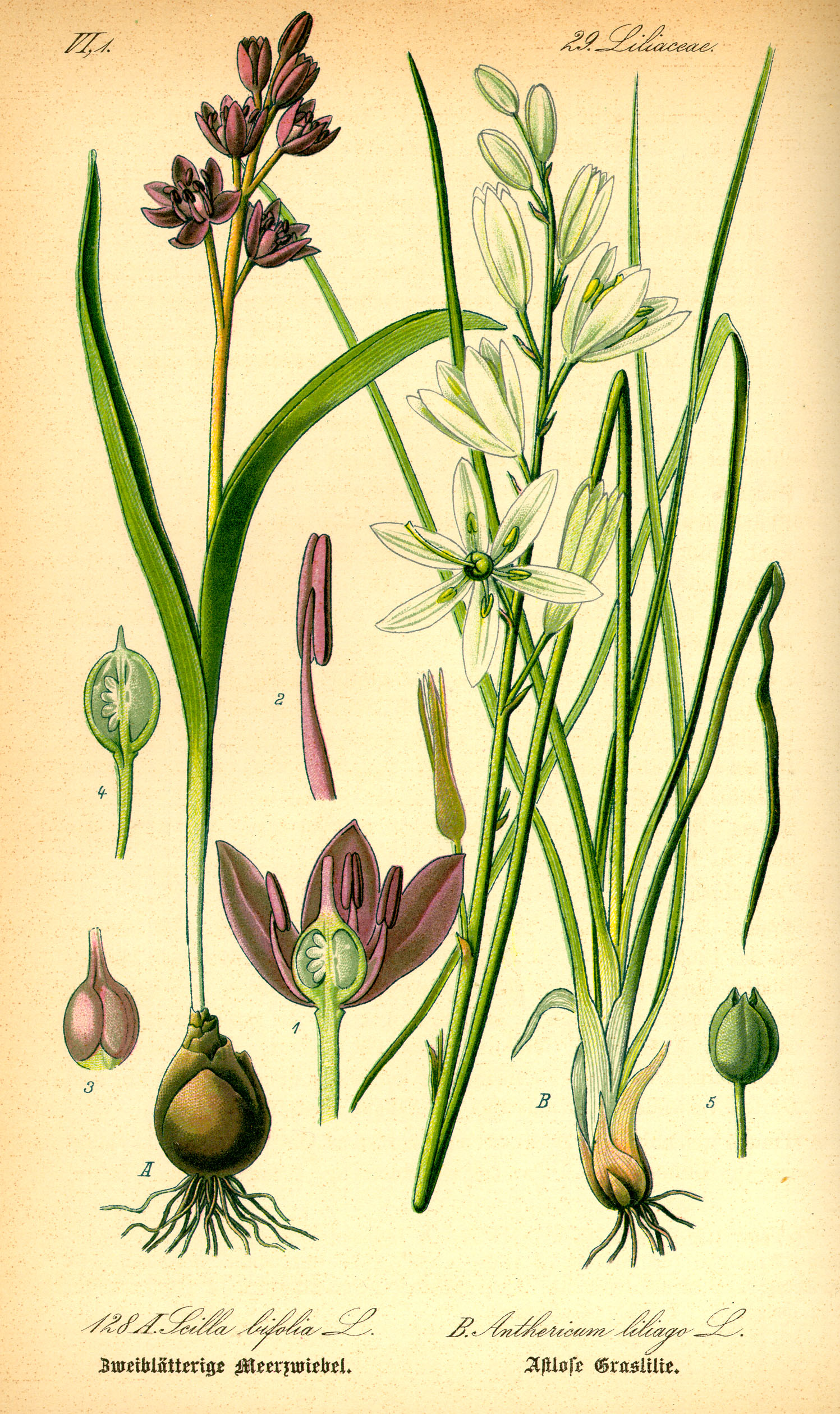
Проліски дволисті в гербарії A. Masclef. Atlas des plantes de France. 1891

Багаторічна трав'яниста цибулинна рослина 6—20 см заввишки. Стебло безлисте, циліндричне, голе, квітконосне з підземною цибулиною, величиною як горіх ліщини. Цибулина яйцеподібна, обгорнута чорнуватими перетинчастими оболонками. Рослина має два, дуже рідко три прикореневі  листки, що своїми піхвами охоплюють стебло до середини його довжини. Листки широколінійні, жолобчасті, звужені до основи й закінчуються ковпачкоподібною верхівкою. 
Квітка правильна, роздільнопелюсткова. Оцвітина проста, віночкоподібна, складається з шести довгасто-еліптичних простертих  пелюсток, 6—10 мм завдовжки, блакитного, дуже рідко рожевого або білого кольору. Квітки зібрані по 2—10 у рідкі китиці. Квітконіжки спрямовані вгору, звичайно вдвічі довші за квітку. Тичинок шість, прирослих до основи оцвітини. Маточка одна, стовпчик нитчастий, приймочка маленька, зав'язь верхня. 
Плід — чорна, куляста тупотригранна коробочка з майже кулястими насінинами в кожному гнізді.

## Поширення
Ареал охоплює Центральну Європу, Середземномор'я, Кавказ, Малу Азію.
В Україні поширені у Карпатах, на півдні Правобережного Полісся, у Лісостепу, Степу і Гірському Криму.

## Екологія

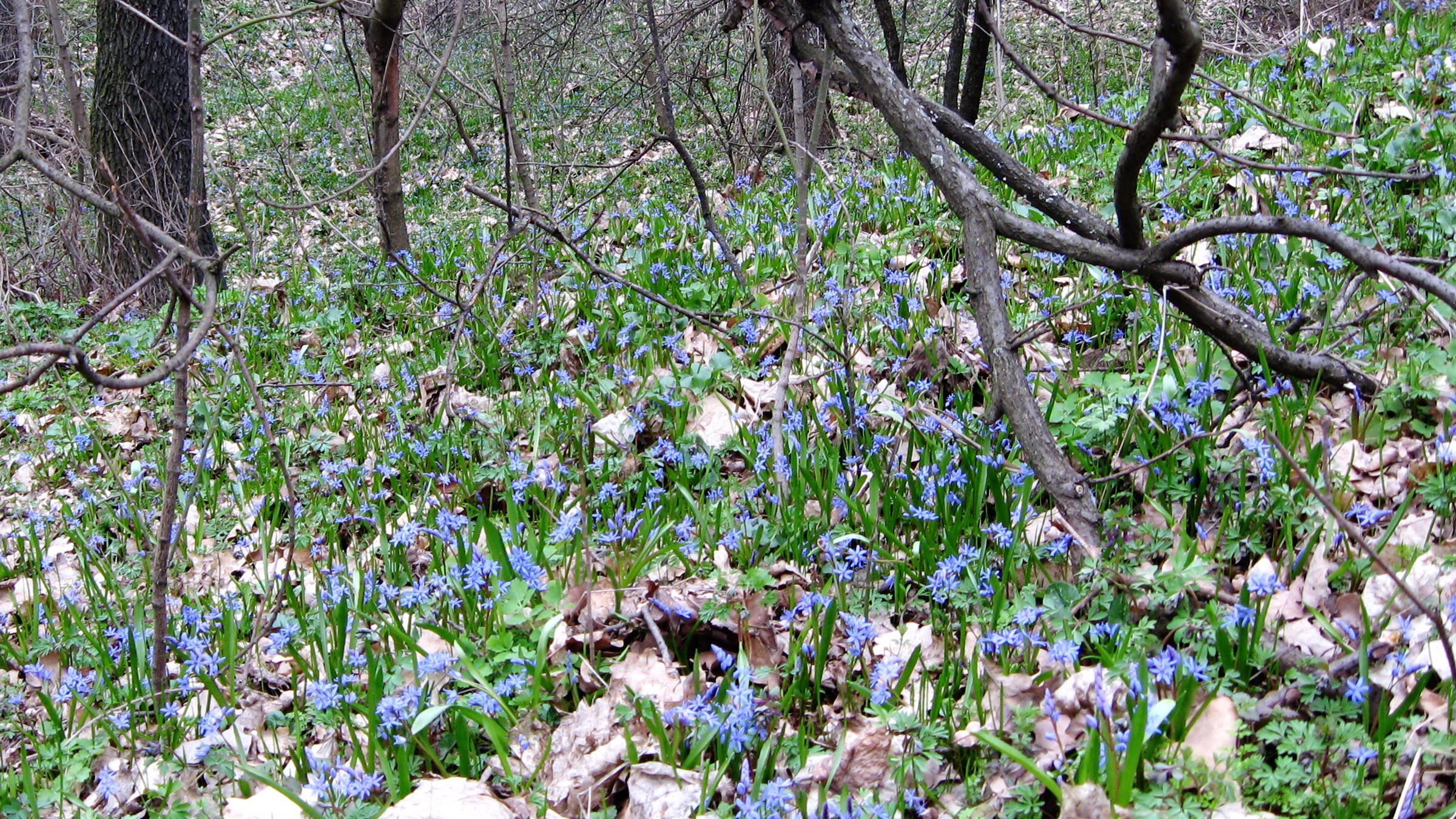
Ценопопуляція пролісок дволистих. Острів Хортиця

Проліски дволисті — цибулинний пучкокореневий геофіт, за сезонним життєвим циклом належить до ранньовесняних ефемероїдів.
Рослина відносно світлолюбна, але здатна витримувати помірне затінення (сціогеліофіт), відносно вимоглива до умов зволоження (мезофіт). Віддає перевагу добре дренованим та плодючим ґрунтам (мегатроф).
Є типовим мешканцем лісових ландшафтів (сільвант). В межах ареалу та в Україні зростає переважно в листяних лісах, а також на узліссях, трав'янистих схилах, піднімаючись у гори до субальпійських лук.
В умовах Запорізького Придніпров'я спорадично зустрічається в розріджених байрачних і заплавних лісах і чагарниках, рідше на прилеглих до них ділянках вторинних суходільних і заплавних лук.
Ентомофіл. Цвіте в другій половині березня — квітні. Поширення насіння відбувається переважно завдяки мурахам (мірмекохорія).

## Охорона
В Україні вид перебуває під охороною — включено до офіційних переліків регіонально рідкісних видів Вінницької, Дніпропетровської, Запорізької, Київської, Сумської, Харківської, Чернігівської областей.
Причини зниження чисельності: руйнування місць зростання, збір на букети та для пересадки.
У Дніпропетровській області охороняється в Дніпровсько-Орільському природному заповіднику та Криворізькому ботанічному саду.
У Запорізькій області охороняється в Національному заповіднику «Хортиця», ландшафтних заказниках «Балка Малишевська», «Верхів'я балки Канцерівська», «Томаківський» та ряді інших природно-заповідних об'єктів.

## Практичне використання
Декоративна, медоносна і лікарська рослина. Культивується з XVI сторіччя.
Проліски дволисті і пониклі — гарні декоративні ранньовесняні рослини. Рекомендуються для кам'янистих гірок, але найкраще вони ростуть суцільними насадженнями під різними листяними деревостанами на родючому ґрунті. Вони легко розселяються самосівом і вегетативно (цибулинками-дітками), тому в цих умовах не потрібно особливо турбуватися про їхнє розмноження.
Всі види пролісків — ранньовесняні медоноси і пилконоси. Медопродуктивність їх незначна (4 мг нектару з однієї рослини), але вони цінні тим, що зацвітають відразу ж після танення снігу.
У народній медицині використовують цибулини пролісків дволистих. Вони містять алкалоїд силіцил, дубильну кислоту, камедь та інші речовини і мають сечогінні, відкашлюванні, а у великих дозах блювотні й проносні властивості. З квіток можна одержати блакитну фарбу.

## Близький вид
За морфологічними ознаками до пролісок дволистих близькі проліски пониклі (S. cernua Red.) (S. sibirica Andrz.). Вони мають кілька сплюснутих квіткових стебел, квітка з пониклою широкодзвоникуватою оцвітиною, а насінина без принасінника. Ростуть в тих же умовах, що й проліски дволисті, поширені у Лісостепу і Степу, переважно на Лівобережжі.

## Галерея
Запорізьке Правобережжя

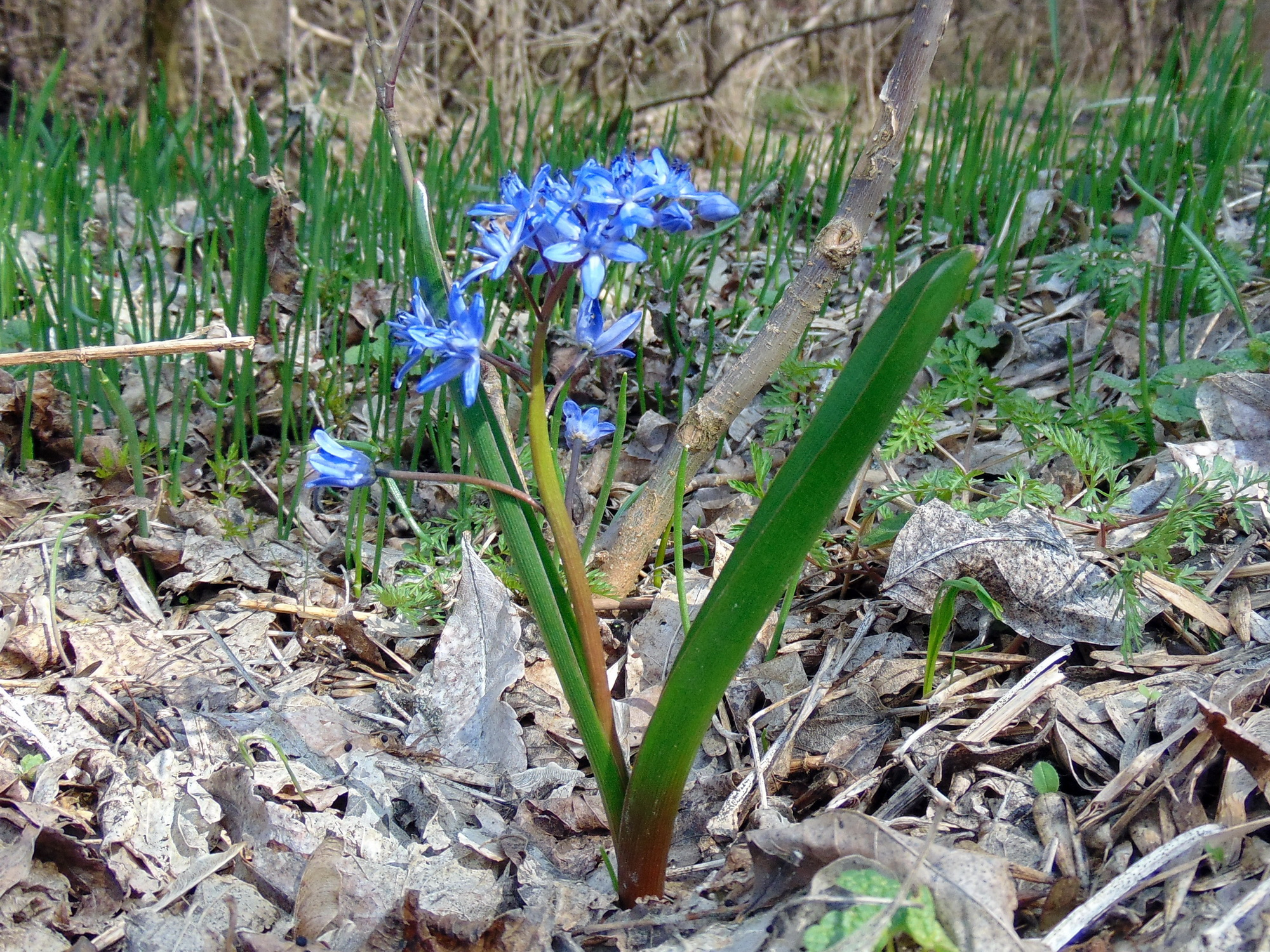
У балці Остапова
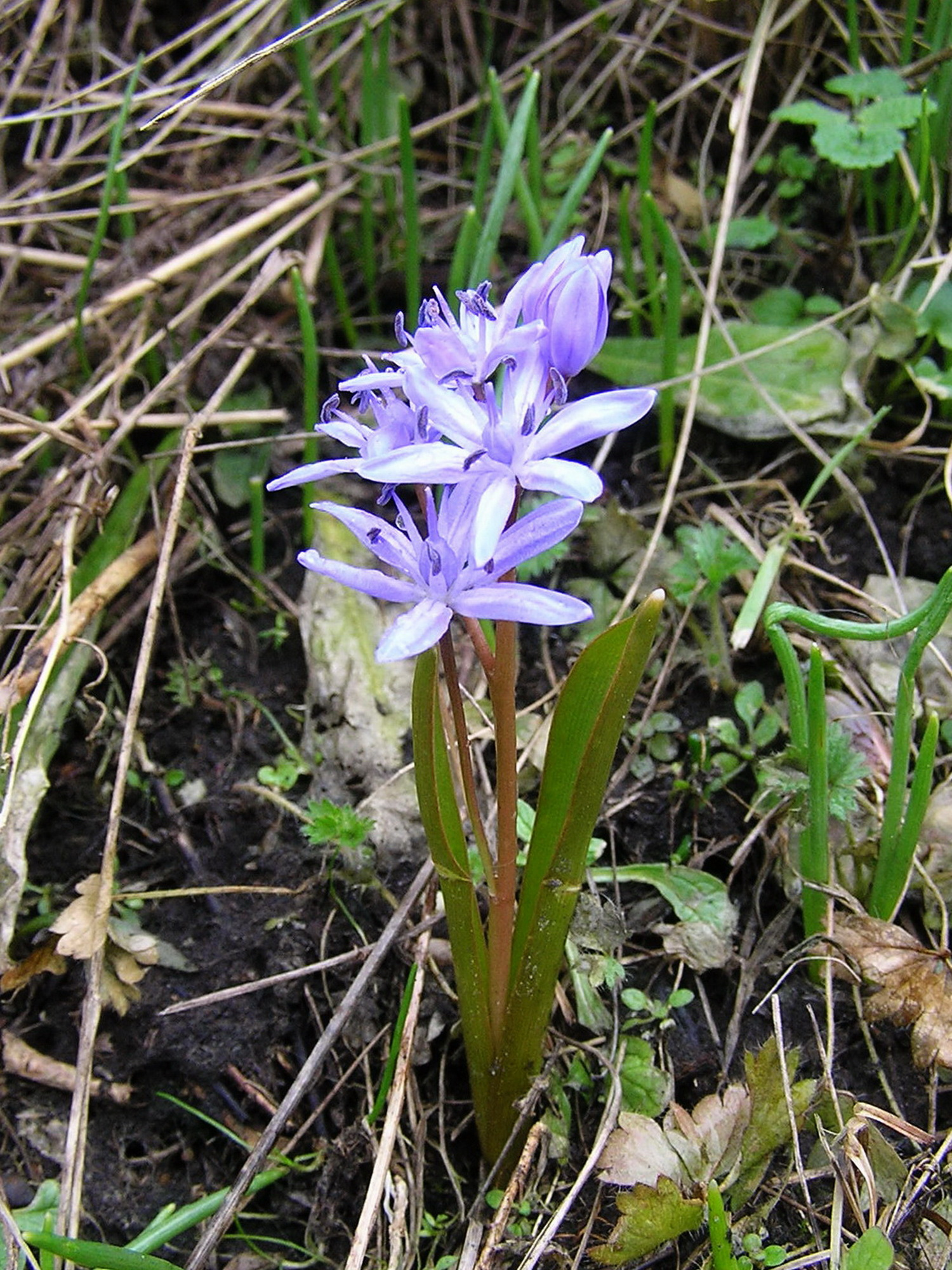
У долині р. Верхня Хортиця
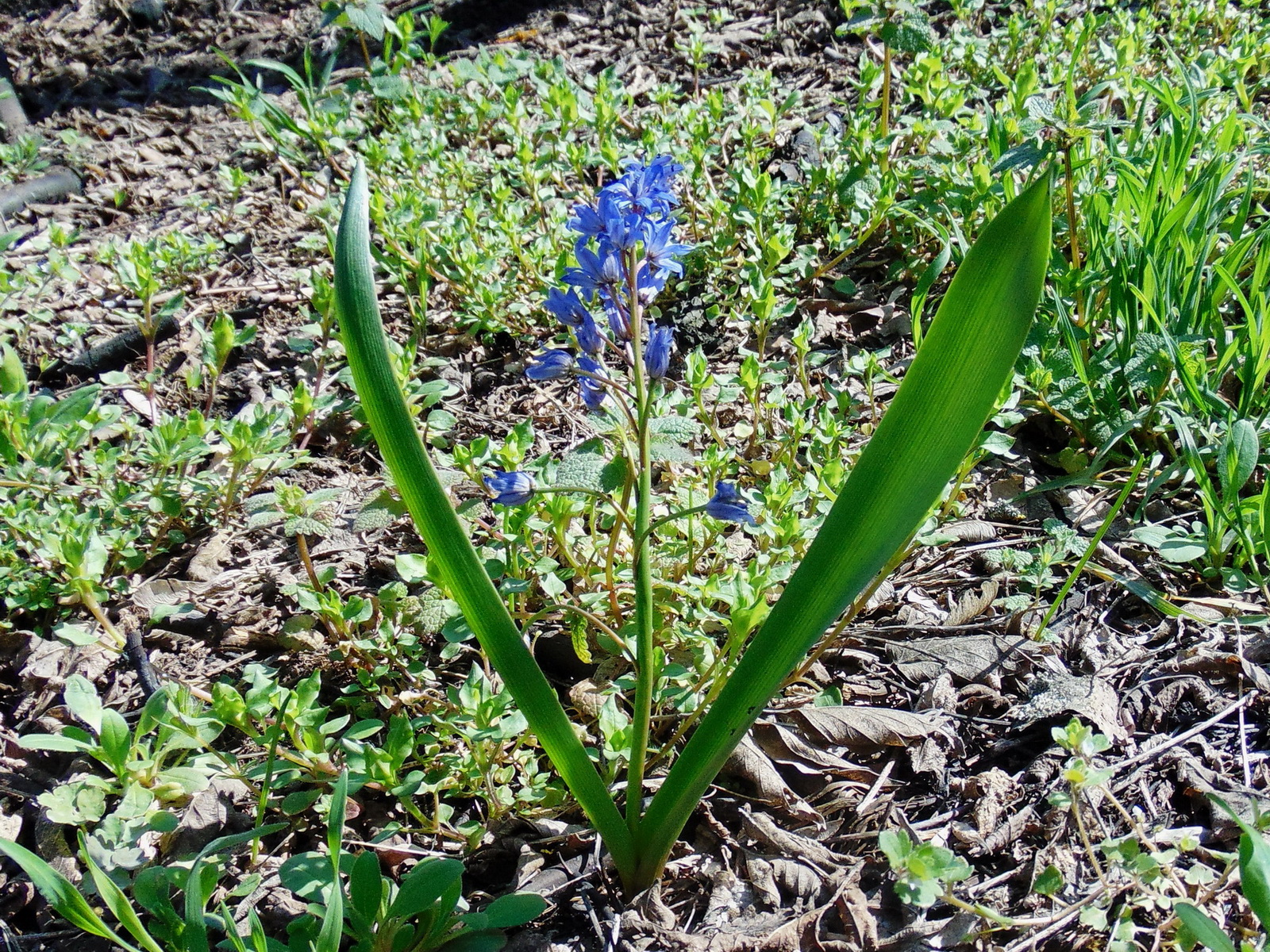
У балці Крутий Яр
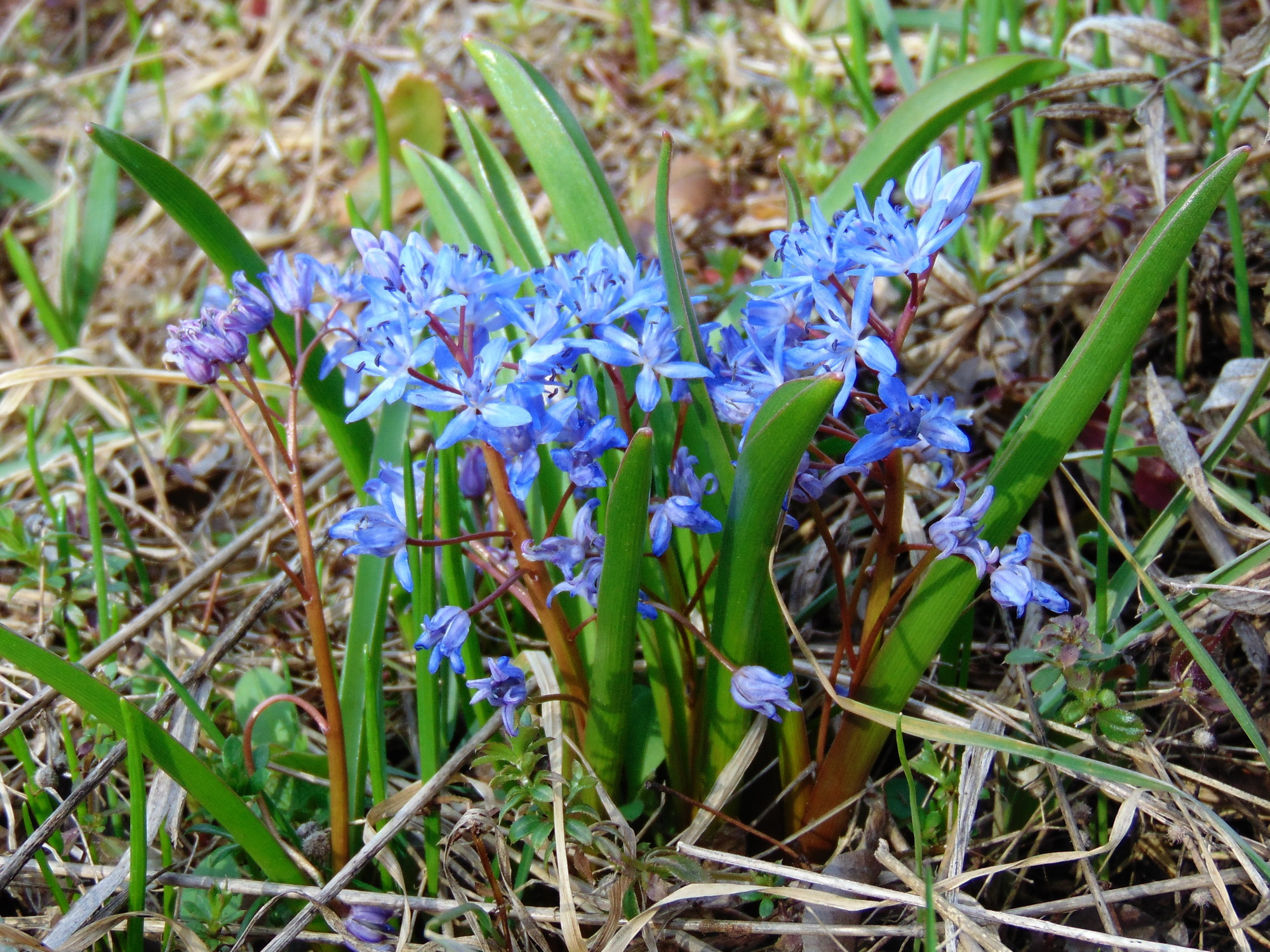
У балці Канцерівська
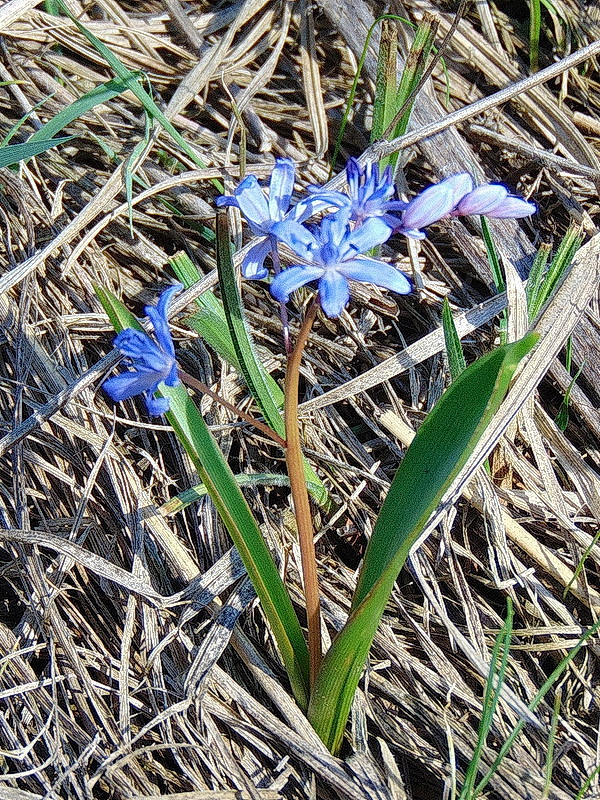
У долині р. Томаківка
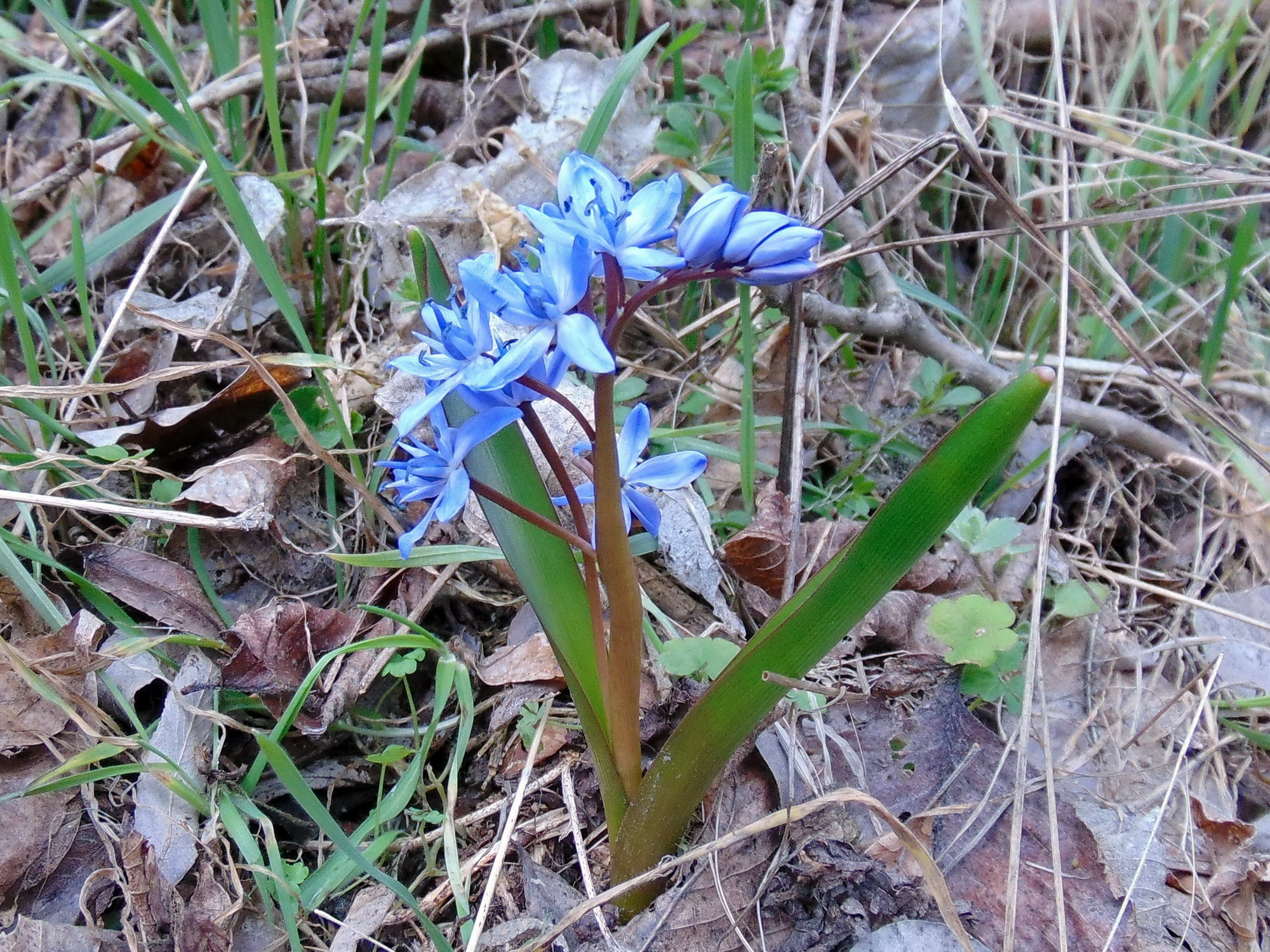
У балці Дубова